# Mohamed Abdelaziz Tchikou
Mohammed Abdelazziz Tchikou (en arabe : محمد عبد العزيز تشيكو) est un footballeur algérien né le 14 décembre 1985 à Alger. Il évolue au poste d'attaquant à l'USM Blida.

## Palmarès
- Finaliste de la Coupe d'Algérie en 2010 avec le CA Batna.